# Giuseppe Cusi
Giuseppe Cusi (* 27. Februar 1780 in Mailand; † 26. September 1864 in Gambara)  war ein italienischer Ingenieur und Architekt, am besten bekannt als der Planer des Teatro Sociale di Como (1813).

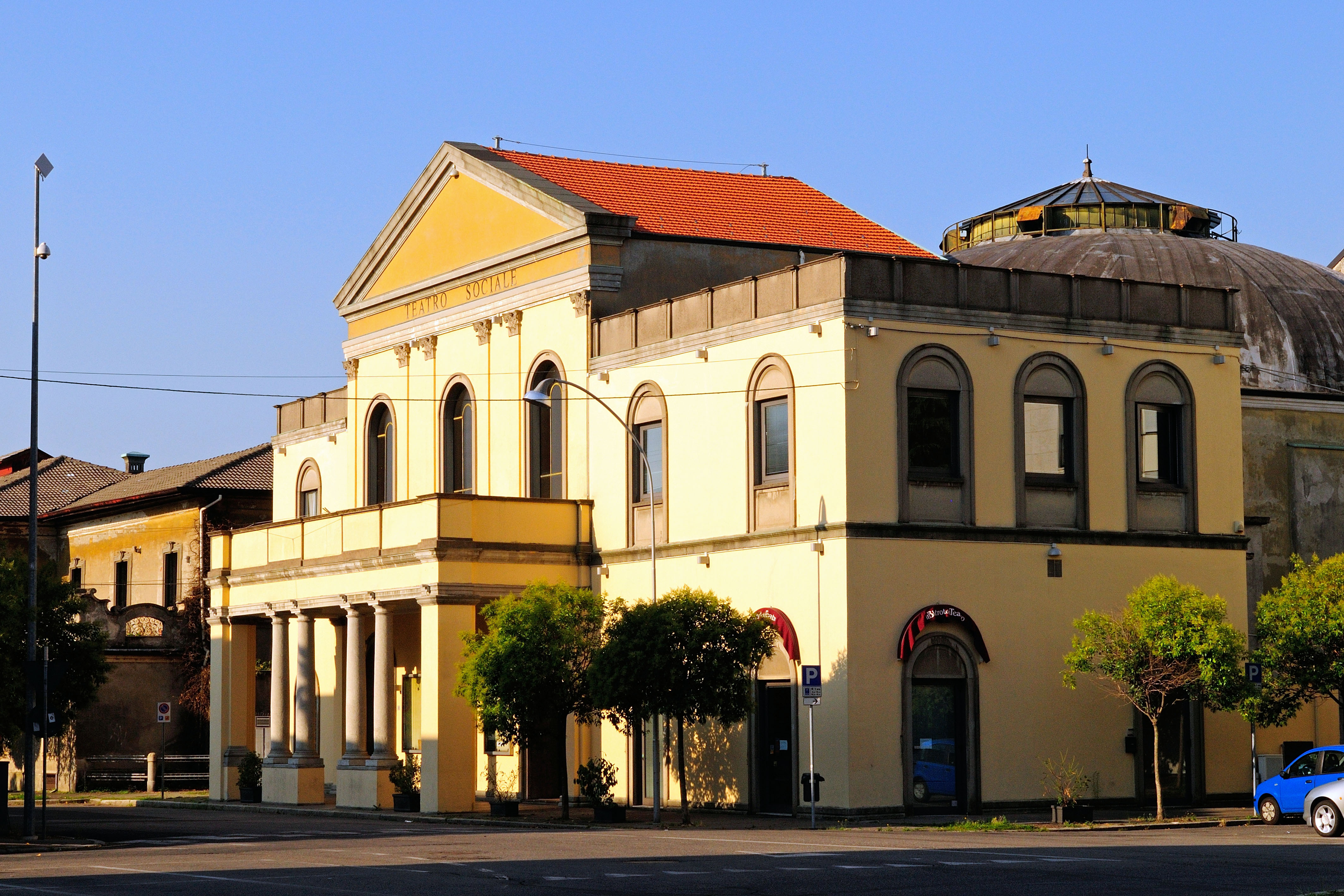
Teatro Sociale di Como, Projekt von Giuseppe Cusi (1810–1813)

## Biografie
Als Sohn von Carlo Giuseppe Cusi und Rosa Salina schloss er Anfang des 19. Jahrhunderts sein Studium des Bauingenieurwesens an der Universität von Pavia ab. Von etwa 1802 bis 1806 arbeitete er in Mailand, wo er unter anderem mit Luigi Canonica an der Gestaltung und Realisierung des Teatro Carcano zusammenarbeitete. Ab 1807 war er in Como tätig, wo er einige wichtige Aufträge hatte, wie die Erweiterung des Hafens, den Bau der Straße von Como nach Barlassina, einer weiteren Straße von Como nach Lecco, und vor allem das Projekt für das Teatro Sociale di Como, dessen Entwürfe auf den 18. April 1811 datiert sind.
1809 traf Giuseppe Cusi in Bergamo Rosa Beltrami, Tochter von Egidio Beltrami aus Clanezzo, die er am 4. Juni 1809 heiratete und mit der er drei Kinder hatte: Egidio, Teresa, die früh starb, und Rosa.
In den Jahren 1810–1811 war Cusi erneut in der Provinz Mailand tätig, wo er die Ausführung der wasserbaulichen Arbeiten am Naviglio Pavese und am Naviglio della Martesana beaufsichtigte. Von 1811 bis 1814 arbeitete er in der Provinz Novara. Von 1815 bis 1820 war er in der Provinz Sondrio als Chefingenieur der Provinzverwaltung tätig: Seine intensive Tätigkeit als Topograph aus dieser Zeit gipfelte in einer großartigen illustrierten Tafel mit der Topographie der Provinz Sondrio, datiert mit „Mailand, 10. Mai 1825“.
1821 war der Cusi wieder in Bergamo, wo er 1825 mit der Gestaltung der Casa di Ricovero dei Poveri alle Grazie (heutiger Sitz der Credito Bergamasco) begann. Aus dem Jahr 1828 stammt das Projekt der neoklassischen Propyläen der Barriera delle Grazie, ebenfalls in Bergamo, erbaut 1837, heute bekannt als die „Porta Nuova“.
1829 wurde er zum Chefingenieur der Provinzen Como und Brescia ernannt, eine Position, die er etwa zwanzig Jahre lang innehatte und in der er eine intensive Planungs- und Überwachungstätigkeit ausübte. Unter den Werken dieser Jahrzehnte sind zu nennen: Flusssanierungsarbeiten an der Adda und Mera in Pian di Spagna, nördlich des Comer Sees, erwähnt in einem zusammenfassenden Bericht vom 10. Juni 1839; die Studie der Eisenbahnstrecke von Mailand nach Como im Abschnitt von Mulino Traversa, unter Lentate, nach Como, vom 5. Februar 1841; eine Studie über die Beanspruchung der einfachen Eisenbahnlinie von Mailand nach Venedig (Como 1841); die Höhenmessung des Gebietes zwischen Lovere am Iseosee und dem Tonalepass; das Profil von Chiavenna bis zum Splügenpass; das Relief des Ufers des Comer Sees von Colico bis Lecco. Während seiner Jahre als Chefingenieur erarbeitete er auch eine große Anzahl kleinerer Projekte in den Bereichen Architektur, Wasserbau und Topographie.
Cusi wurde mehrfach ausgezeichnet: Er wurde zum Assistenten der Imperial Regia Direzione delle Pubbliche Costruzioni ernannt, war Ehrenmitglied der Imperial Regia Accademia di Belle Arti, Mitglied der Universität Bergamo, ordentliches Mitglied der Accademia Fisico-Medico-Statistica und der Società d'Incoraggiamento von Mailand.
Als leidenschaftlicher Patriot gab er die Ideale der Freiheit und der Liebe zu Italien an seinen Sohn und seine Tochter weiter. Nach den Ereignissen von 1848–49, an denen Egidio und Rosa aktiv teilnahmen und sich vor den österreichischen Behörden unwiderruflich kompromittierten, brach Cusi alle Beziehungen zur kaiserlichen Regierung ab und zog sich ins Privatleben zurück. Er teilte seine Aufenthalte zwischen Mailand und Como, wo seine beiden Söhne lebten, und Canova di Gambara in der Provinz Brescia, wo er seit vielen Jahren ein Haus besaß, das zu seinem Lieblingswohnsitz wurde, auf. Als unermüdlicher Forscher verfolgte er vielfältige Interessen und versuchte, die in vielen Jahren gewonnenen Erfahrungen in den Dienst der neuen politischen Realität von Italien zu stellen.
Im Jahr 1864, wenige Monate vor seinem Tod, legte er dem italienischen Parlament ein langes Memorandum über die Landaufteilung und die Rettung der bedrohten Einheit des Königreichs Italien vor.
Er starb am 26. September 1864 in Canova di Gambara (Brescia).

## Werke

Memoria sui canali di derivazione (1847)

- Giuseppe Cusi: Memoria sui canali di derivazione, Milano. Giuseppe Redaelli tipografo-litografo-librajo, 1847 (italienisch).